# 飯糰

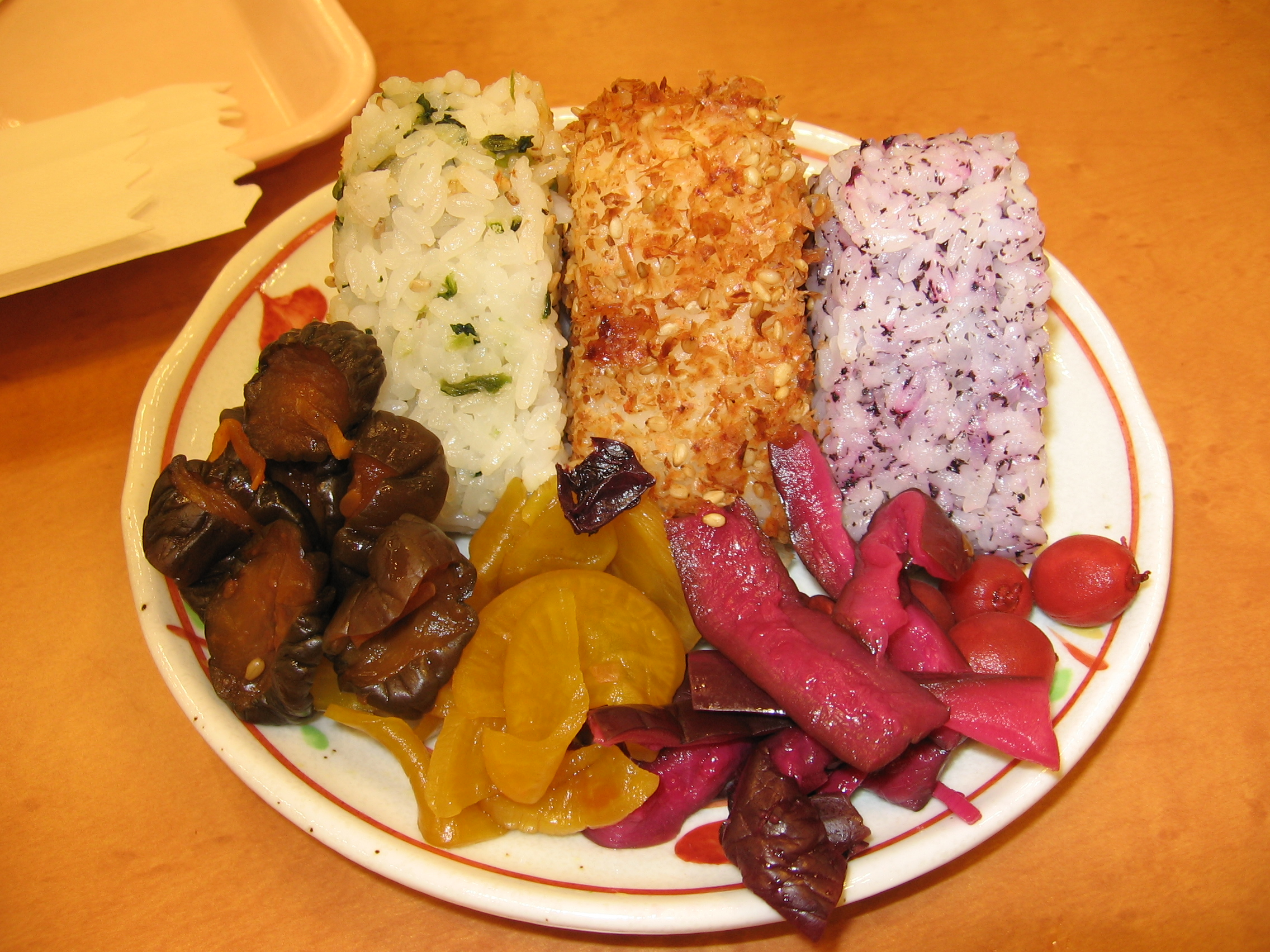
饭团

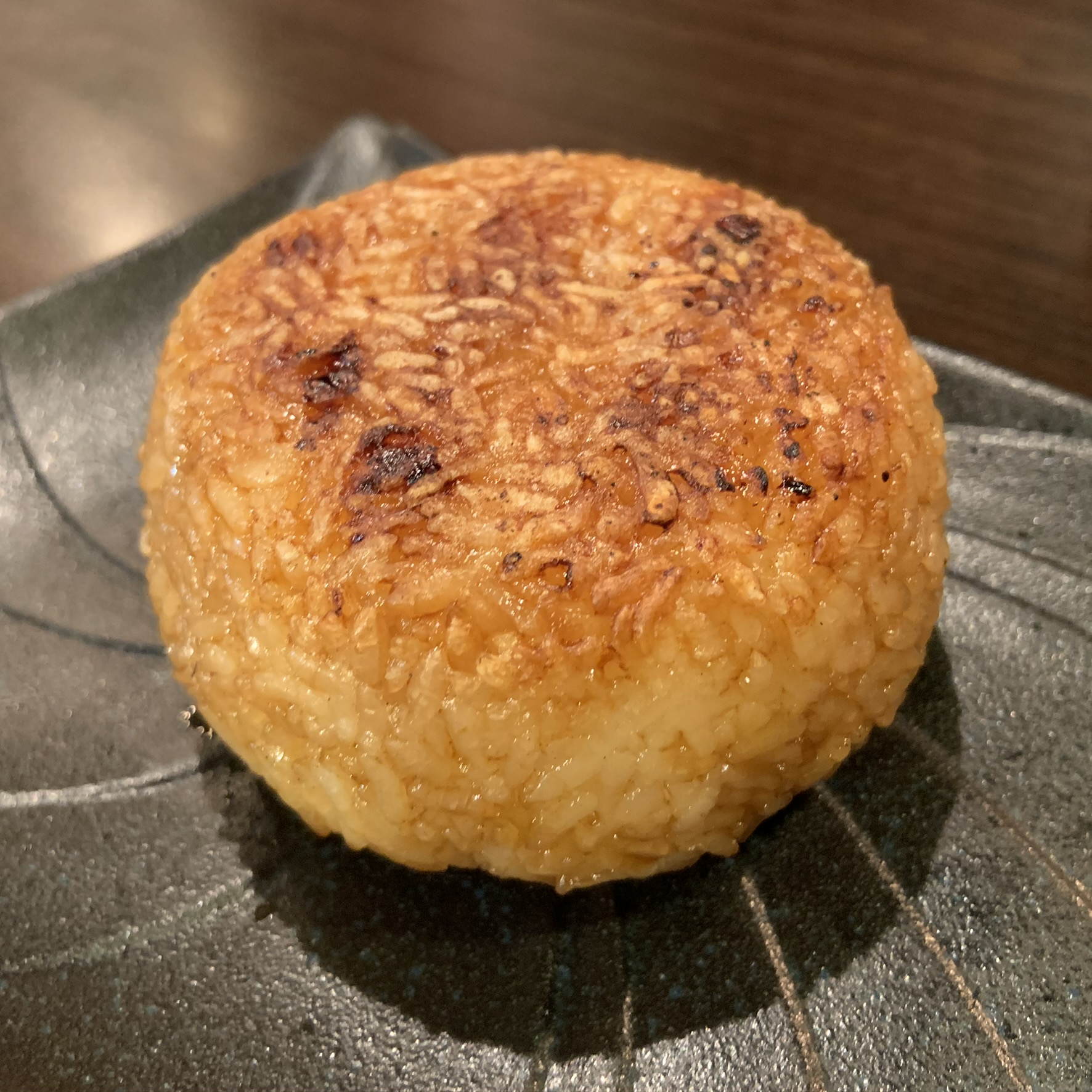
烧饭团(焼きおにぎり)

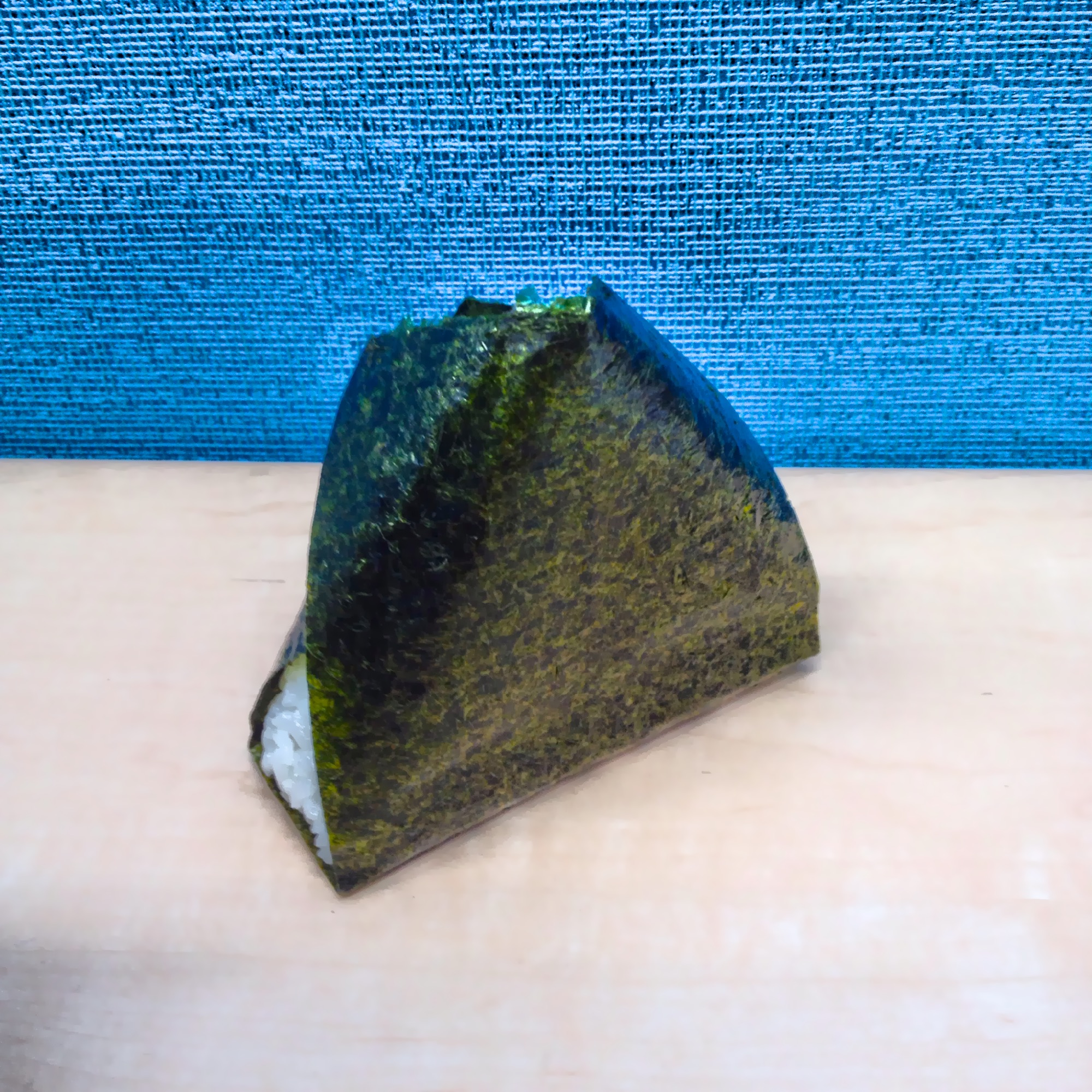
便利商店常見的三角飯糰

飯糰泛指在漢字文化圈中各種用米飯捏成的團狀食物，通常中間包有各種餡料，但同樣由米飯包餡而成的粽子及糯米鷄並不歸於此定義內。
中式粢飯盛行於華南地區，常見的形狀有橢圓形、圓形與長條形等，主材以糯米為主，而內餡則會加入油條、豆乾、肉鬆、酸菜、榨菜等，因地而異，為受歡迎的早餐菜式並常搭配豆漿食用。現代粢飯也會加入鮪魚、玉米、火腿等食材。
日式飯糰（羅馬化：Onigiri）形狀以三角形為主，常以各種海鮮作為餡料，如鮪魚、鮭魚、炸大蝦等，並在外面包裹上海苔以避免米飯黏手，方便食用；其另一變體則為壽司出現以後的變化形壽司捲（惠方捲、加州捲等）。
二十世紀初，飯糰、壽司捲等日本菜經由日本統治傳入朝鮮半島，最後演變成在地朝鮮化的變體拳頭飯（羅馬化：jumeokbap）及海苔飯捲（羅馬化：gimbap）等。